# PGC 2562
LEDA/PGC 2562 ist eine Spiralgalaxie mit hoher Sternentstehungsrate vom Hubble-Typ Sbc im Sternbild Andromeda am Nordsternhimmel. Sie ist schätzungsweise 334 Millionen Lichtjahre von der Milchstraße entfernt. Im selben Himmelsareal befinden sich u. a. die Galaxien NGC 228 und NGC 229.